# Légendes Pokémon : Z-A
Légendes Pokémon : Z-A (Pokémon LEGENDS ゼットエー, Pokémon Legends ZA) est un jeu vidéo de rôle de la série Pokémon développé par Game Freak et édité par The Pokémon Company et Nintendo. Révélé le 27 février 2024 lors d'un Pokémon Presents diffusé en marge de la « journée Pokémon », sa sortie est prévue pour le 16 octobre 2025 sur Nintendo Switch et Nintendo Switch 2.

## Univers
Le jeu se déroule à Illumis, une ville inspirée de Paris, située dans le centre de la région de Kalos de Pokémon X et Y, où un plan de réaménagement urbain a été mis en œuvre pour faire de cette ville un lieu appartenant autant aux êtres humains qu’aux Pokémon. Le tournoi Royale Z-A est également organisé la nuit.

## Système de jeu
Le jeu propose un système de jeu en temps réel où le dresseur doit courir et donner ses consignes à ses Pokémon, tout en esquivant les attaques adverses.
Selon le moment de la journée, le jeu propose différentes activités. De jour, le joueur peut explorer la ville ainsi que les réserves naturelles présentent à divers endroits de celle-ci pour capturer des Pokémons sauvages. De nuit, le joueur prend part au tournoi Royale Z-A et doit grimper 26 échelons pour devenir l'empereur des combats Pokémon.
Le jeu introduit également des nouvelles Méga-Évolutions.

## Développement
Le 27 février 2024 (15 h heure française), le jeu est officiellement annoncé lors d'un Pokémon Presents organisé dans le cadre du 28e anniversaire de la franchise Pokémon. Ce jeu est alors prévu pour l'année 2025 sur le système Nintendo Switch.
Le 27 février 2025 (15 h heure française), après un an sans annonces, de nouvelles informations sont dévoilées lors d'un Pokémon Presents organisé dans le cadre du 29e anniversaire de la franchise. Germignon, Gruikui et Kaiminus sont révélés comme les Pokémon de départ du jeu, et des images du gameplay sont dévoilées. The Pokémon Company annonce également que les futurs jeux de la franchise, dont Légendes Pokémon : Z-A, seront désormais disponibles en espagnol latino-américain. 
Le 27 mars 2025 (15 h heure française), lors d'un Nintendo Direct, une nouvelle bande-annonce est dévoilée montrant un tournoi du nom de "Royale Z-A". La nuit, les dresseurs pourront s'affronter pour montant en rang, partant du rang Z jusqu'au rang A.
Le 2 avril 2025, lors la présentation de la Nintendo Switch 2, une version « Nintendo Switch 2 Edition » du jeu est dévoilée, avec des graphismes améliorés.
Le 28 mai 2025 (15 h heure française), sur X, la date de sortie du jeu est annoncée pour le 16 octobre 2025.
Le 22 juillet 2025 (15 h heure française), un nouveau trailer est présenté lors du Pokémon Presents et dévoile de nouveaux éléments de gameplay ainsi qu'une nouvelle Méga-Évolution, Méga-Dracolosse.
Le 18 août 2025 (5 h heure française), une présentation a été montrée lors de la cérémonie de clôture des Championnats du monde 2025 à Anaheim, montrant les combats en ligne à 4 joueurs.